# Apogonichthyoides regani
Apogonichthyoides regani is een straalvinnige vissensoort uit de familie van de kardinaalbaarzen (Apogonidae). De wetenschappelijke naam van de soort is voor het eerst geldig gepubliceerd in 1951 door Whitley.